# The Journal of Antibiotics
The Journal of Antibiotics è una rivista medica sottoposta a revisione paritaria e pubblicata dalla Nature Publishing Group per conto della Japan Antibiotics Research Association.
La rivista si propone di sostenere studi sugli antibiotici e sulle connesse sostanze biologicamente attive.
Nel giugno 2020, la rivista ha pubblicato una revisione sistematica pionieristica sull'ivermectina e la pandemia da COVID-19, curata da Fatemeh Heiday e Reza Gharebaghi e molto citata.

## Indicizzazione
Gli abstract e gli articoli sono indicizzati da:
- CAB Abstracts[2]
- Current Contents/Clinical Medicine[3]
- MEDLINE[4]
- Science Citation Index[3]
- Scopus[5]

Secondo il Journal Citation Reports, nel 2022 la rivista ha ricevuto un fattore di impatto pari a 3,3. Al 2025 ha avuto un indice H pari a 96.